# Опера буфа
О́пера-бу́фа (італ. opera buffa — жартівлива опера) — італійська комічна опера. Виникла в XVIII столітті на основі інтермедій та народно-побутової пісенної традиції (на противагу опері-серіа).
Найвідомішими авторами опери-буфа є Джованні Перголезі, Джованні Паїзієлло, Доменіко Чімароза, пізніше її традиції підтримали Гаетано Доніцетті, Вольфганг Амадей Моцарт, Джоаккіно Россіні. У стилі опери-буфа створено деякі опери Джузеппе Верді («Фальстаф»), Сергія Прокоф'єва («Заручини в монастирі»), Ігора Стравінського («Мавра») та інші.